# Reggimento logistico "Sassari"
Il Reggimento Logistico "Sassari" è un'unità militare dell'Esercito Italiano facente parte della Brigata Meccanizzata "Sassari", di cui è il supporto logistico.
Viene costituito il 1º novembre 2019 ed ha sede a Cagliari presso la caserma "Attilio Mereu". Ha assunto la Bandiera di Guerra del disciolto Battaglione Logistico “Cremona”, che fu a lungo di stanza in Sardegna.
Il primo comandante è stato il Colonnello Daniele Severino Brunetti, che ha lasciato il comando il 16 settembre 2020. Dal 17 settembre 2020 al 23 novembre  2023 il reggimento è stato comandato dal Colonnello Luca LUPO.
Dal 24 novembre il Comandante del Reggimento Logistico "Sassari" è il Colonnello  Eugenio FORTUNATO.